# Stanisław Srokowski (pisarz)

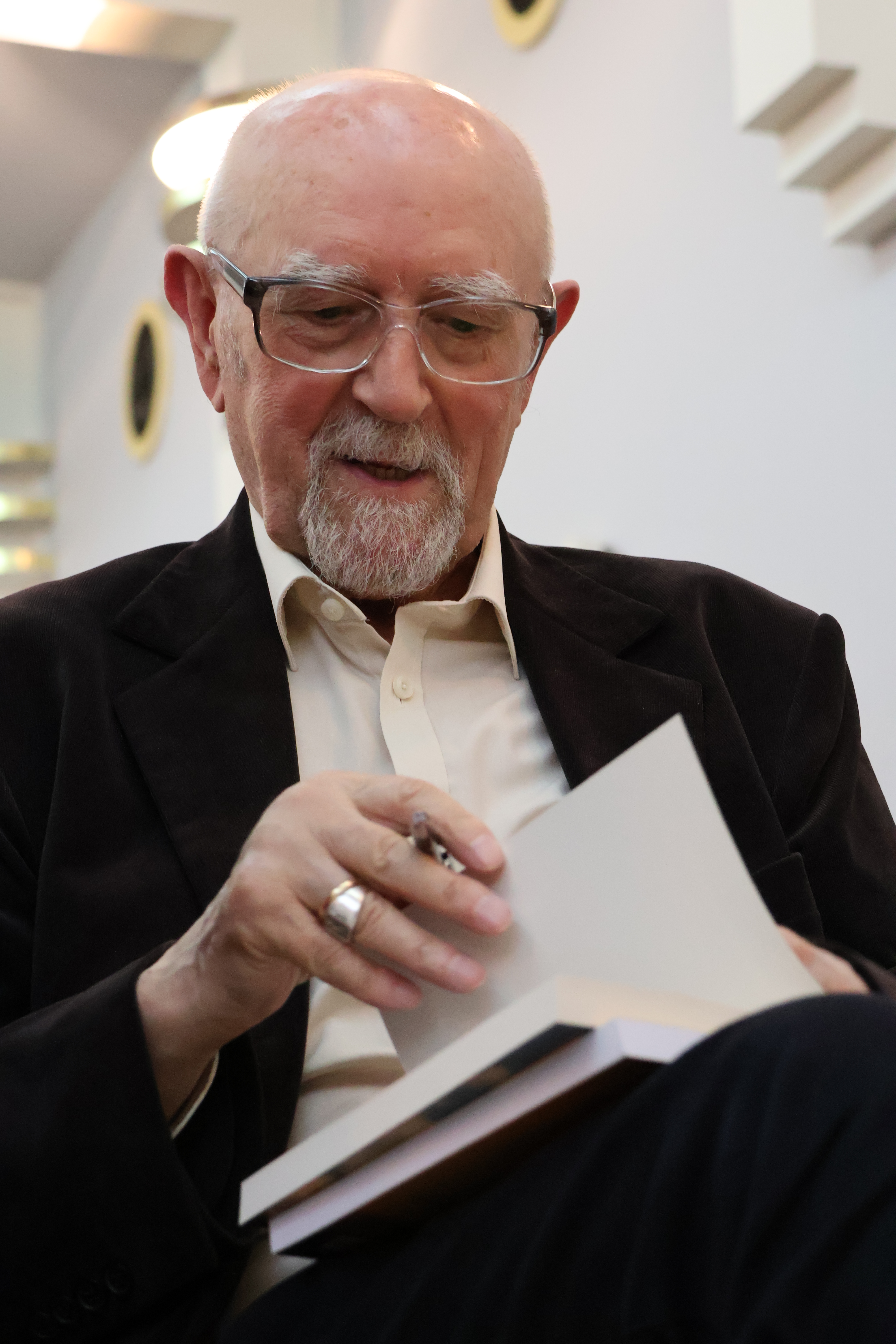
Stanisław Srokowski podpisuje swoje książki - Warszawa, 9 lipca 2025

Stanisław Srokowski (ur. 29 czerwca 1936 w Hnilczu) – polski pisarz, poeta, prozaik, dramaturg, krytyk literacki, tłumacz, nauczyciel akademicki i publicysta.

## Życiorys
Rodzice zajmowali się rolnictwem. W 1945 przesiedleni z Kresów osiedlili się w Mieszkowicach (ówczesne województwo szczecińskie). Szkołę podstawową ukończył w 1951 w Mieszkowicach, liceum w 1955 w Dębnie. W 1954 został usunięty ze studiów w Wyższej Szkole Służby Dyplomatycznej za chodzenie do kościoła i odmowę wstąpienia do PZPR. Przez rok (1955–1956) pracował jako nauczyciel w wiejskiej szkole w Zielinie.
Zadebiutował jako poeta i prozaik w 1958 w Opolu. W 1960 ukończył filologię polską w Wyższej Szkole Pedagogicznej w Opolu. Pracował jako nauczyciel w Technikum Elektroenergetycznym w Legnicy w latach 1960–1968.
Po wydarzeniach marcowych 1968 został z powodów politycznych zmuszony do opuszczenia szkoły. W latach 1968–1969 pracownik Klubu Seniora we Wrocławiu. W latach 1970–1981 dziennikarz działu kultury tygodnika „Wiadomości”. Przez pewien czas redaktor naczelny „Kultury Dolnośląskiej”. W stanie wojennym został zwolniony z pracy i pozostawał bezrobotny przez blisko dwa lata. W okresie 1983–1989 przebywał w Zagłębiu Miedziowym w Lubinie. W latach 1990–1993 wykładowca Uniwersytetu Wrocławskiego. W okresie 1993–1994 bezrobotny. Od 1995 jest redaktorem naczelnym założonego przez siebie czasopisma edukacyjno-twórczego, tworzonego przez dzieci i młodzież w wieku 8–16 lat „Nowe Twarze” (wcześniejszy tytuł: „Gazeta Dzieci”).
Przez wiele lat należał do Związku Literatów Polskich oraz ZAIKS-u. Po rozwiązaniu ZLP po stanie wojennym nie uczestniczył w życiu organizacyjnym związków literackich. Obecnie należy do Stowarzyszenia Tłumaczy Polskich.
W swoich powieściach Ukraiński kochanek (2008) i Zdrada (2009) oraz zbiorze opowiadań Nienawiść (2006) nawiązuje do wydarzeń z 1943 roku, kiedy to ziemie wschodnie II Rzeczypospolitej ogarnęła fala ludobójstwa, dokonywanego przez ukraińskich nacjonalistów na Polakach. Na kanwie Nienawiści powstał w 2016 roku film pt. Wołyń w reżyserii Wojciecha Smarzowskiego.
Był założycielem NSZZ „Solidarność” w redakcji „Wiadomości”. Doradzał Niezależnemu Samorządnemu Związkowi Zawodowemu „Solidarność” Rolników Indywidualnych we Wrocławiu. Był rzecznikiem prasowym rolniczej „Solidarności”. Od 1982 działał w Solidarności Walczącej.
Współorganizator Związków Twórczych i Stowarzyszeń Naukowych we Wrocławiu, przewodniczący klubu „Odrodzenie”. Współtwórca stowarzyszenia kulturalnego współpracy polsko-ukraińskiej „Biały Ptak”. Twórca i pierwszy prezes Towarzystwa Polsko-Greckiego we Wrocławiu. Współzałożyciel Instytutu Wincentego Witosa. Prezes Towarzystwa Miłośników Kultury Kresowej. Publikuje m.in. w „Warszawskiej Gazecie”, „Magna Polonia”.
W 2010 otrzymał Krzyż Solidarności Walczącej. W 2020 otrzymał od Instytutu Pamięci Narodowej nagrodę „Semper Fidelis”.
Mieszka we Wrocławiu.

## Twórczość

### Poezja
- Ścięte ptaki, Wydawnictwo Literackie, Kraków 1967
- Rysy, Ossolineum, Wrocław 1968
- Strefa ciszy, Czytelnik, Warszawa 1968
- Akty, Wydawnictwo Literackie, 1971
- Ty, Czytelnik, 1971
- Ptaki nocy, ptaki miłości, Ossolineum, 1978
- Cztery pory domu, Ossolineum, 1980
- Świadectwo urodzenia, Ossolineum, 1981
- Zjadanie, Państwowy Instytut Wydawniczy, 1985
- Miłość i śmierć, Światowit Izba Wydawnicza (2005)
- Liryki, wersja dwujęzyczna, Światowit Izba Wydawnicza (2009)
- Duchy polskich Kresów, Magna Polonia, 2020
- Ciszo milcz! Bólu mów, Magna Polonia, 2021
- I otworzę wasze ogrody, Magna Polonia, 2022
- Ciemne wzgórza Arkadii, Magna Polonia, 2022
- Wiersze miłosne dla Marii, Wydawnictwo Gadowski, 2023

### Powieści
- Przyjść, aby wołać, Ossolineum, 1976
- Fatum, Ossolineum, 1977
- Lęk, Ossolineum, 1978 (wydanie II, 1988, wydanie III 1997)
- Nieobecny, Czytelnik, 1978
- Wtajemniczenie, Ossolineum 1981
- Sen Belzebuba, Ossolineum, 1982
- Duchy dzieciństwa, Ludowa Spółdzielnia Wydawnicza, 1985
- Repatrianci, Czytelnik, 1988, 1989
- Chrobaczki, Ludowa Spółdzielnia Wydawnicza, 1989
- Płonący motyl, Państwowy Instytut Wydawniczy, 1989
- Ladacznica i chłopcy, Wydawnictwo Rubikon, 1991
- Gry miłosne, Wydawnictwo Zysk i S-ka, 1997
- Czas diabła, Wydawnictwo Zysk i S-ka, 1999
- Anioł Zagłady, Wydawnictwo Zysk i S-ka, 2000
- Ukraiński kochanek, I tom „Sagi Kresowej”, Wydawnictwo Arcana, 2008
- Zdrada, II tom „Sagi Kresowej”, Wydawnictwo Arcana, 2009
- Ślepcy idą do nieba, III tom „Sagi Kresowej” Arcana, 2011
- Barbarzyńcy u bram, Arcana, 2012
- Spisek barbarzyńców, 2 Kolory, 2015
- Barbarzyńcy w salonie, Arcana 2017
- Dwie miłości licealisty, Wydawnictwo Gadowski, 2023
- Ruska miłość, Arcana, Kraków, 2025

### Opowiadania
- Walka kogutów, Wydawnictwo „Śląsk”, 1981, ISBN 83-216-0178-2.
- Nienawiść, Prószyński i S-ka, 2006, ISBN 83-7469-380-0[4]
- Strach. Opowiadania kresowe, Fronda, 2014, ISBN 978-83-64095-12-2.

### Książki biograficzne
- Skandalista Wojaczek, Izba Wydawnicza Światowit, 1999
- Książki dokumentalne
- Hnilcze, Izba Wydawnicza Światowit, 2013
- Życie wśród pisarzy, agentów i intryg, Magna Polonia, 2018

### Sztuki teatralne i radiowe
- Zebrane w książce Drzwi (Ossolineum, 1979): Gałązka jaśminu, Aktorka, Cienie, Ściana, Drzwi, Dwoje, Dziadek

### Scenariusz filmowy
- Do filmu Ryszarda Czekały Przeklęta ziemia, (1988)
- Motywy do filmu Wołyń Smarzowskiego z opowiadań Nienawiść i Strach, 2017

### Książki dla dzieci i młodzieży
- Bajki Ezopa, Wydawnictwo Volumen, 1991
- Ośle uszy króla Midasa, Izba Wydawnicza Światowit, 1992
- Zające i żaby, Wydawnictwo Światowit, 1992
- Mity greckie, Wydawnictwo Światowit, 1993, 1994, 1995
- Przygody Odyseusza, Wydawnictwo Światowit, 1994, 1995
- Wojna trojańska, Wydawnictwo Światowit, 1994
- Przygody Heraklesa, Wydawnictwo Światowit, 1996
- Wyprawa po złote runo, Miniatura,2017

### Literatura faktu
- Dobijcie nas, tylko nie kłamcie, Bollinari Publishing House, 2016
- Skąd się wzięli pożyteczni idioci, Magna Polonia, 2020
- Widma nocy. Dokumentacja zbrodni, Fronda, 2021
- Testament polskich Kresów, Bollinari Publishing House, 2022, 2025
- Zanim spłonęli żywcem. Ukraińska zbrodnia w Hucie Pieniackiej, Fronda 2024
- Z kościoła do piekła, Fronda, 2025
- Świadek zagłady Kresów. Dziesięć przyczyn ukraińskiego ludobójstwa, Bollinari Publishing House, 2025